# NGC 6577
NGC 6577 (również PGC 61543 lub UGC 11148) – galaktyka eliptyczna (E), znajdująca się w gwiazdozbiorze Herkulesa. Odkrył ją Albert Marth 7 sierpnia 1864 roku.